# Mikroregion Itaberaba

Mikroregion Itaberaba

Mikroregion Itaberaba – mikroregion w brazylijskim stanie Bahia należący do mezoregionu Centro-Norte Baiano. Ma powierzchnię 14.908,40740 km²

## Gminy
- Baixa Grande
- Boa Vista do Tupim
- Iaçu
- Ibiquera
- Itaberaba
- Lajedinho
- Macajuba
- Mairi
- Mundo Novo
- Ruy Barbosa
- Tapiramutá
- Várzea da Roça